# ナクロ
ナクロ（Naklo, ドイツ語：Naklas）は、スロベニアの市である。